# Adam Naruszewicz
Adam Stanisław Naruszewicz né le 20 octobre 1733 près de Lohiszyn (Biélorussie actuelle) et mort le 6 juillet 1796 à Janów Podlaski, est un prêtre jésuite, enseignant, poète et historien polonais. Il est fait évêque en 1775.

## Biographie
Comme jésuite il enseigne la rhétorique à l'Académie de Vilnius. Son talent attire l'attention du roi Stanislas II, qui, après la suppression de la Compagnie de Jésus (1773), le nomme grand notaire de Lituanie, évêque-coadjuteur de Smolensk, et enfin évêque de Łuck (actuellement en Ukraine).
Esprit polyvalent, il est à la fois poète, historien et rédacteur en chef du journal Monitor, où il propage les nouvelles idées et tendances apparues en Europe. Il apporte au roi son soutien pour faire adopter la Constitution de 3 mai 1791 qu’il a lui-même présenté à la Diète.

## Écrits
On lui doit : 
- une Histoire de la nation polonaise (17 volumes), qui s'arrête en 1386 ;
- une Histoire  des Tartares de la Crimée, 1797 ;
- une traduction de Tacite,
- des poésies,
- des fables,